# Святенко, Фёдор Трофимович
Фёдор Трофи́мович Святе́нко (3 марта 1904 года — 14 января 1942 года) — советский военный деятель, участник трёх войн — Гражданской войны в Испании, боёв на Халхин-Голе, участник Великой Отечественной войны, командир 210-го мотострелкового полка 82-й мотострелковой дивизии 5-й армии Западного фронта. Кавалер Ордена Красного Знамени (1938) и Ордена Ленина (1942), майор.

## Биография
Родился 3 марта 1904 года в селе Загрызово Купянского уезда Харьковской губернии, (ныне село Загрызово Боровского района Харьковской области Украины) в семье крестьянина.
В 1921 году окончил семилетку в с. Сеньково, Купянского уезда.

### Довоенное время
- В декабре 1926 года Купянским РВК призван в РККА и назначен для прохождения службы в 3-й Кутаисский стрелковый полк 1-й Кавказской стрелковой им. ЦИК ССР Грузии дивизии Кавказской Краснознамённой армии. Где прослужил первый год курсантом полковой школы, а с 1927 года младшим командиром.
- Демобилизовался в ноябре 1928 года, работал писарем и членом  Загрызовского сельсовета до 1932 года.
- В 1931 году окончил ускоренный двухгодичный вечерний ветеринарный техникум в Купянске, но по этой специальности не работал, так как был избран председателем колхоза в своём селе. В сентябре того же года был принят в члены ВКП(б).
- С января по май 1932 года председатель правления Загрызовского потребительского общества.
- В мае 1932 года призван на сверхсрочную службу и назначен для прохождения службы в 67-й стрелковый Купянский полк 23-й стрелковой дивизии на должность помощника командира взвода.
- В октябре 1932 года был послан учиться в Одесскую пехотную школу (ныне Одесская военная академия), которую окончил в ноябре 1935 года и был назначен в 81-й стрелковый Краснознаменный полк 27-й стрелковой дивизии на должность командира взвода полковой школы.
- В период с 1932 по 1937 год был на партийной работе, в начале групоргом в Одесской пехотной школе, а с 1935 по 1937 год парторгом в полковой школе 81-го стрелкового Краснознаменного полка 27-й стрелковой дивизии.
- В период службы в 81-м стрелковом Краснознаменном полку был отчислен в распоряжение Разведывательного управления РККА и по линии этого управления под псевдонимом «Льюис» участвовал в Гражданской войне в Испании. По возвращении 17 июня 1938 года «за выполнение особого правительственного задания» указом Президиума Верховного Совета СССР от 2 марта 1938 года был награждён орденом Красного Знамени.[1] В том же году ему было присвоено звание капитана.
- С июля 1938 по июль 1939 года командир батальона, начальник штаба 142-го стрелкового полка 5-й стрелковой дивизии Белорусского особого военного округа.
- Приказом НКО СССР № 02946 от 16 июля 1939 года[4], освобождён от должности командира батальона 142-го стрелкового полка и назначен в распоряжение командира 57-го Особого корпуса, где проходил службу в должности помощника начальника отдела боевой подготовки штаба корпуса, но из-за большого стремления перейти на командно-строевую работу в войска приказом ВС 17 армии № 0220 от 12 ноября 1940 года назначен командиром батальона 601-го мотострелкового полка 82-й мотострелковой дивизии.
- В апреле 1941 года назначен начальником штаба 210-го мотострелкового полка 82-й мотострелковой дивизии[5][6].

### Участие в Великой Отечественной войне
В октябре 1941 года 82-я стрелковая дивизия, дислоцировавшаяся в городе Баян-Тумен Монгольской Народной Республики, была переброшена под Москву и вошла в состав 5-й армии Западного фронта. 26 октября после разгрузки эшелонов в Загорске и совершения марша Загорск–Москва–Кубинка сходу вступил в бой.
16 декабря командир полка Н. Н. Соловьев был назначен на должность командира 336-й стрелковой дивизии. Новым командиром полка был назначен капитан Ф. Т. Святенко.
Из боевой характеристики на командира 210-го мотострелкового полка 82-й мотострелковой дивизии капитана Ф. Т. Святенко:
За период боёв на фронте Отечественной войны по уничтожению фашистской мрази, т. е. с 23 октября 1941 года, тов. Святенко показал себя волевым, настойчивым командиром, настойчиво добивался выполнения боевых приказов, хорошо организовал управление подразделениями, в создавшейся обстановке принимает быстро правильное решение. Сколотил в работе личный состав полка…
13 января 1942 года штурмом был взят важный узел обороны противника посёлок Дорохово, прикрывавший город Можайск и группировку вражеских войск около Старой Рузы. После чего советским войскам была открыта дорога на Можайск и в тыл рузской группировке врага. Противник лишился важной рокадной дороги Дорохово-Верея и бежал из Дорохово под угрозой окружения, бросив много техники. На Ляховских высотах была захвачена дальнобойная артиллерия, которая предназначалась для обстрела Москвы и вражеского парада на Красной площади.
14 января 1942 года Ф. Т. Святенко погиб в бою. 15 января он был представлен к награждению орденом Ленина (посмертно)
Из наградного листа:
Тов. Святенко Ф. Т., участвовал на фронте Отечественной войны с 23 октября 1941 года в должности начальника штаба 210 МСП.
За время боёв на фронте Отечественной войны по уничтожению фашистской своры, тов. Святенко показал себя умелым, настойчивым командиром в результате чего добился своевременного выполнения боевых приказов, хорошо организовывал управление подразделениями. В создавшейся обстановке принимал быстрые, правильные решения и проводил их в жизнь, хорошо было поставлено руководство штабом. За период работы начальником штаба, полк имел следующие результаты: Убито и ранено — 1353 фашиста, захвачено автомашин — 78, пушек разного калибра — 21 шт., пулемётов всех систем — 53 шт., отбито деревень — 6.
За умелое руководство 28.12.1941 года тов. Святенко был назначен командиром 210 МСП.
Командуя полком, тов. Святенко своим личным примером сумел сколотить личный состав полка в одно целое, в результате чего имел большие успехи в борьбе с фашистами: уничтожено фашистов 365 чел., отбито танков всех марок 15 шт., автомашин — 70 шт., пушек всех систем — 19 шт. Освобожден ряд населенных пунктов: Наро-Осаново, Труфановка, Капань, Дубки, Медень.
Полк тов. Святенко первый вступил в Дорохово и полностью очистил его от фашистских оккупантов. Этим самым тов. Святенко обеспечил дальнейшее продвижение вперед.
При преследовании противника тов. Святенко пал смертью храбрых 14 января 1942 года.
Три дня спустя пришёл приказ командования Западного фронта о присвоении ему воинского звания майора.
За овладение посёлком Дорохово и городом Можайск 210-й мотострелковый полк был удостоен ордена Красного Знамени.
Командир 210 мотострелкового полка майор Ф. Т. Святенко был похоронен в посёлке Дорохово.

### Семья
- Жена – Лукерья Захаровна, урождённая Клименко (1910–1997)
- Дочери – Мария и Владилена
- Сыновья – Иван, Валентин (1936–2006, его жена – Надежда Константиновна Могильникова), Олег и Владимир

## Награды
- Орден Красного Знамени[1]
- Орден Ленина[2]

## Память
- Военный мемориал в память павшим в Великой Отечественной войне в посёлке Дорохово Рузского района Московской области.
- * Имя воина увековечено в Главном Храме Вооружённых сил России, и навсегда запечатлено на мемориале «Дорога памяти»[16]